# عبد اللطيف زروال
عبد اللطيف زروال (ولد عام 1951، ببرشيد، المغرب وتوفي في 14 تشرين الثاني/نوفمبر 1974 في درب مولاي شريف في الدار البيضاء) هو معلم فلسفة وعضو في الحركة الوطنية والمنظمة المغربية «إلى الأمام».

عبد اللطيف هو ابن الحاج عبد القادر زروال، الجندي المسلح الذي قاتل الفرنسيين قبل أن يصبح المغرب دولة مستقلة.
في عام 1970، عندما شنت المغربية السلطات حملة على حركة إلى الأمام، حركة عبد اللطيف إلى الاختباء مع أبراهام السرفاتي وقد كانا محميين من طرف الناشطة الحقوقية الفرنسية كريستين دور-السرفاتي، لكن في عام 1973 حُكم عليه بالإعدام غيابيا من قبل محكمة الدار البيضاء. وفي 5 تشرين الثاني/نوفمبر من 1974 (أي بعد سنة واحدة من الحكم عليه بالإعدام غيابيا) اختفى بعد خطفه من قبل مجموعة عادية مكونة من مجموعة من الرجال، بينما كان في طريقه إلى اجتماع.

وبعد أسبوع واحد من الواقعة، تم العثور على جسد جثة غير مسجلة في مستشفى بالعاصمة الإدارية للملكة المغربية الرباط وقد صرحت العديد من منظمات حقوق الإنسان أن الجثة تعود لعبد اللطيف زروال، إلا أن السلطات المغربية لم تؤكد هذا.